# 琴狀鱘身鯰
琴狀鱘身鯰為輻鰭魚綱鯰形目甲鯰科的其中一種，為熱帶淡水魚，分布於南美洲茹魯阿河流域，體長可達25公分，棲息在底層水域，生活習性不明。

## 扩展阅读
維基物種上的相關：琴狀鱘身鯰